# Heilige-Geestkerk (Warschau)
De Heilige Geestkerk (Warschau) (Pools: Kościół św. Ducha) of Paulinerkerk is een Barokkerk. Het is de kerk van de Paulinerorde in Warschau. De kerk is gesticht door Hertog Jan I van Warschau in 1388. De kerk was gebouwd in Gotische stijl. De kerk maakte onderdeel uit van een Hospitaal. De kerk en het hospitaal lagen net buiten te stadsmuren van de Oude stad.

## Geschiedenis
De kerk is gesticht in 1388,was van origine gebouwd in gotische stijl en is verschillende malen uitgebreid. Tijdens de Zweedse invasie van Warschau brandde deze kerk af. Omdat de bevolking geen geld had om te restaureren werd de plek van de kerk door Koning Jan II Casimir van Polen aan de pauliners uit het Paulinerklooster (Częstochowa) geschonken. De pauliners bouwden op eigen kosten een muur om de kerk en het nabij gelegen Paulinerklooster zodat dit klooster en de kerk binnen de stadsmuren van de toenmalige Nieuwe stad kwam te liggen. In 1699 werd de grondsteen voor de kerk gelegd. Tussen 1707 en 1717 werd de huidige kerk gebouwd door de architecten Piola, Belotti en Ceroni. Het interieur van de kerk werd voltooid in 1725. De kerk werd vernietigd in de Tweede Wereldoorlog tijdens de Opstand van Warschau. Na de oorlog werd deze kerk herbouwd.
Sinds 1711 is deze kerk het beginpunt van de Pelgrimsroute naar het Icoon van de Zwarte Madonna van Częstochowa in het Paulinerklooster van Jasna Góra te Częstochowa.